# 브루스 지테
브루스 조세 지테(영어: Bruce José Djité, 1987년 3월 25일 ~ )는 브루스 지테로 불리는 오스트레일리아의 전 축구 선수이다. 현역 시절 포지션은 공격수였다.

## 축구인 경력

### 클럽 경력
2006년 11월 19세의 나이로 독일의 베르더 브레멘에서 입단 테스트를 보았지만 낙방하였고, 이후 시즌 중이던 애들레이드 유나이티드에 입단하였다. 2007년 3월 팀과 3년 재계약에 합의하였고, 4월 11일 2007 AFC 챔피언스리그 성남 일화와의 경기에서 첫 골을 기록하였다. 이후 이어진 A리그 2007-08 시즌에서는 리그 12경기 출전 6골을 기록하였고 시즌 종료 후 A리그 올해의 유망주상을 수상하였다.
2008년 5월 터키의 겐츨레르비를리로 이적하며 유럽 무대 진출에 성공하였다. 2008년 10월 25일 데니즐리스포르와의 경기에서 데뷔골을 기록한 것을 시작으로 2008-09 시즌 총 6골을 터뜨렸다. 2009-10 시즌에는 주전 경쟁에서 밀려 겨울 이적 시장을 통해 디야르바크르스포르로 반 시즌 간 임대 이적하였다.
2010년 8월 28일 A리그 골드코스트 유나이티드로 이적하였다. 2010-11 시즌 23경기에 출전하여 10골을 성공시키며 성공적인 시즌을 보냈다.
2011년 3월, 전 소속팀인 애드레이드 유나이티드로 복귀가 발표되었고, 직후 중국 슈퍼리그의 장쑤 순톈으로 반 시즌 간 임대 이적하였다. 장쑤에서 4개월 간 13경기 4골을 기록하고 새로운 시즌을 앞두고 있는 애들레이드로 복귀하였다. 2012년 4월엔 2012 AFC 챔피언스리그에서 포항 스틸러스를 상대로 극적인 결승골을 성공시키며 7년 만의 ACL 복귀를 알렸다.
2015-16 시즌 리그 25경기에 출전하여 11골을 기록하며 본인 커리어 사상 한 시즌 최다 득점을 기록하였다.
2016년 7월 수원 FC로 이적 하였다.

### 국가대표 경력
오스트레일리아의 각 급 대표팀을 거쳐 2008년 3월 22일 오스트레일리아 대표팀의 유니폼을 입고 A매치 데뷔전을 치렀다.

## 그 외
아버지는 코트디부아르에서 태어났고, 어머니는 토고에서 태어났지만 본인의 출생지는 미국이며, 3살에 오스트레일리아로 이주하였다. 프랑스어와 영어, 튀르키예어를 모두 할 수 있다.
오스트레일리아 내의 인종차별 반대 운동을 위한 자선 단체 'All Together Now'와 질병으로 고통받는 어린이를 후원하는 'Little Heroes Foundation' 재단의 홍보대사를 역임하고 있다.